# Dhubri (stad)
Dhubri is een stad en gemeente in het district Dhubri van de Indiase staat Assam. 

## Demografie
Volgens de Indiase volkstelling van 2001 wonen er 63.965 mensen in Dhubri, waarvan 51% mannelijk en 49% vrouwelijk is. De plaats heeft een alfabetiseringsgraad van 74%.

## Galerij

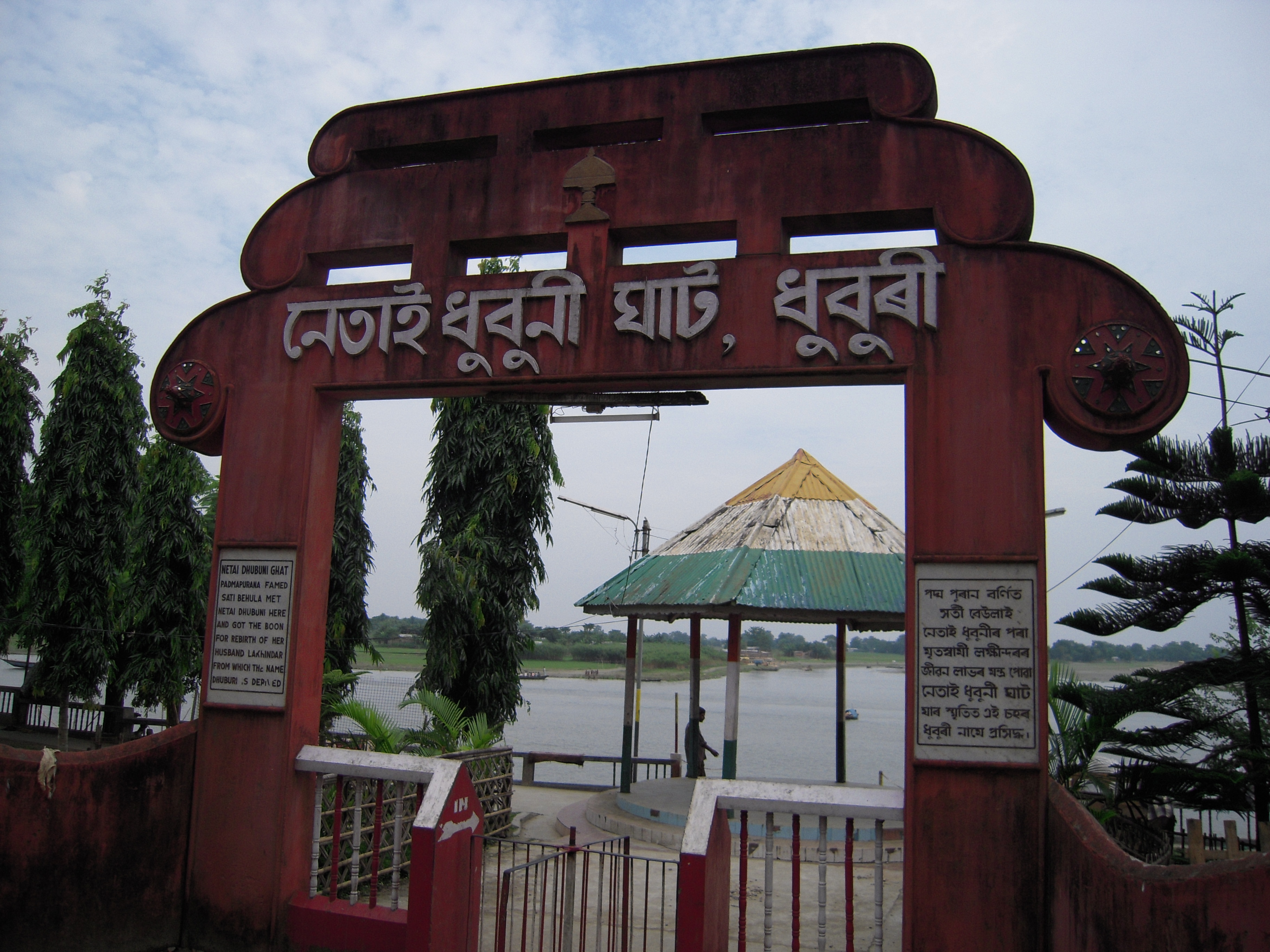
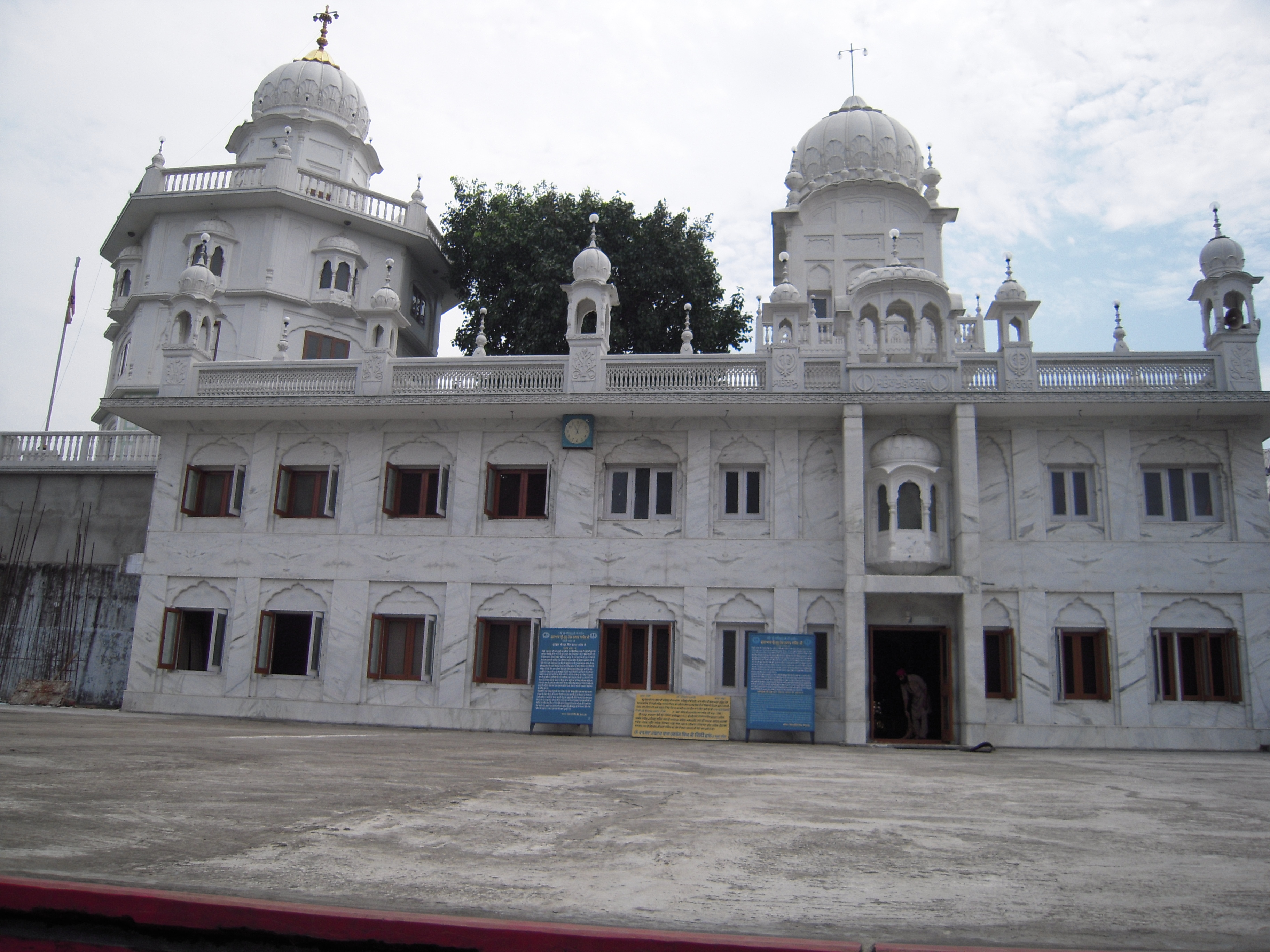
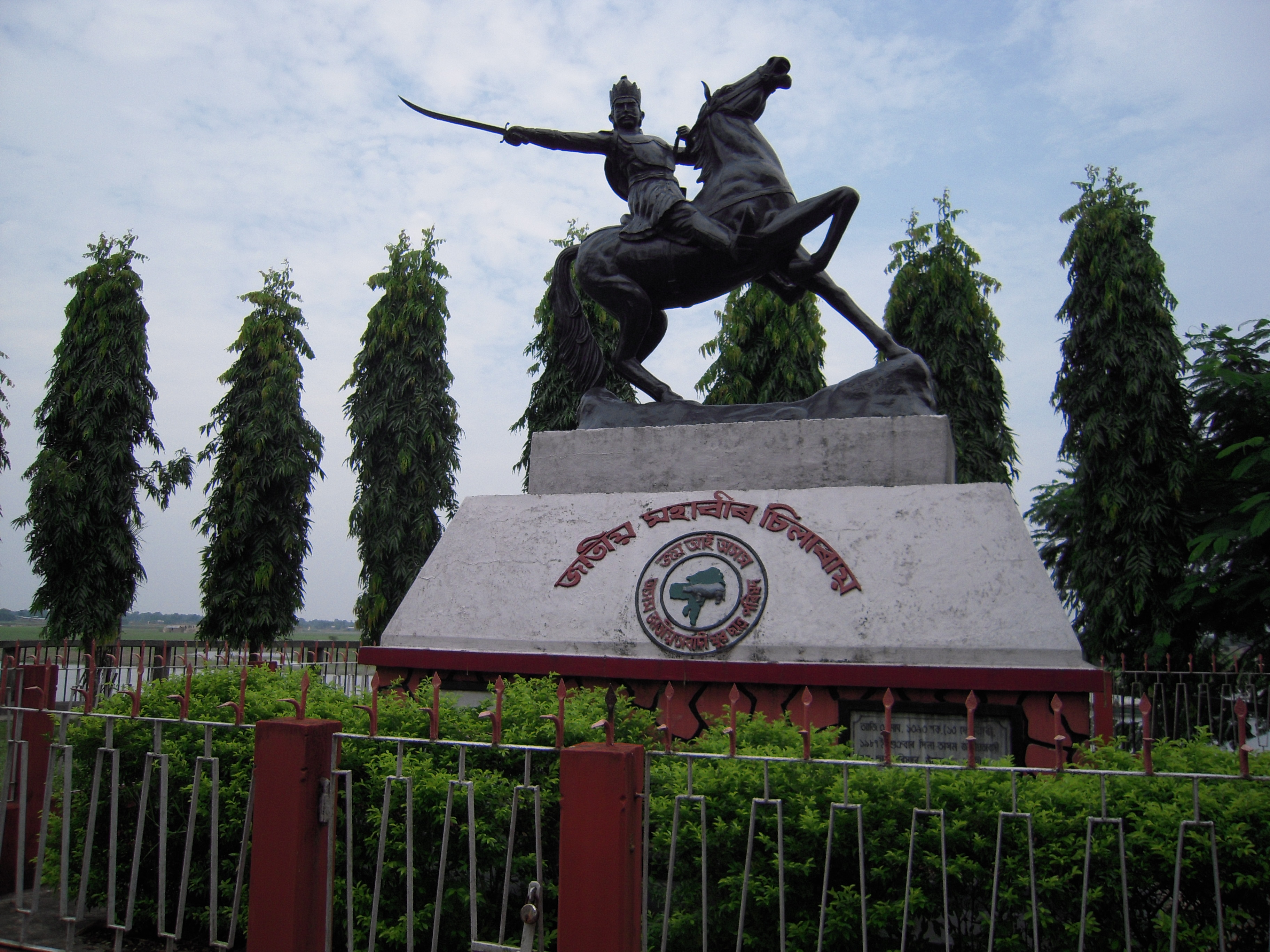
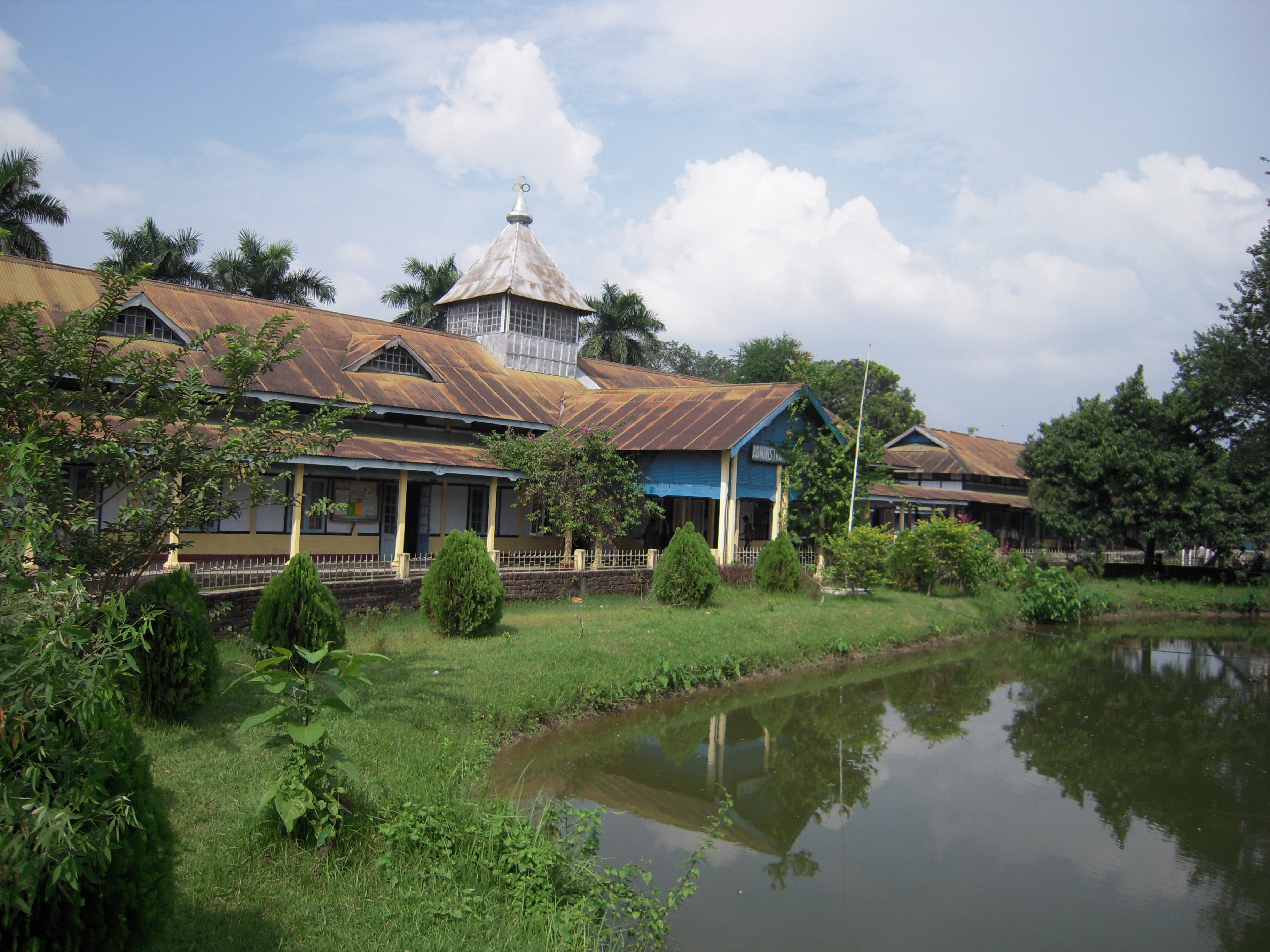